# انریکو کیه‌زا
انریکو کیه‌زا (به ایتالیایی: Enrico Chiesa) بازیکن فوتبال و اهل ایتالیا است. او پدر فدریکو کیه زا هم است

## تیم ملی
از سال ۱۹۹۶ میلادی عضو تیم ملی فوتبال ایتالیا بوده و در ۱۷ بازی ملی حضور داشته‌است. او در بازی‌های ملی‌اش ۷ گل به ثمر رساند.
انریکو کیه‌زا آخرین بازی ملی خود را در سال ۲۰۰۱ میلادی انجام داد.